# Мултаново
Мултаново — казахское село в Володарском районе Астраханской области. Административный центр Мултановского сельсовета. Население — 1170 человек (2010).

## География
Село находится в юго-восточной части Астраханской области, в дельте реки Волги, на относительно большом острове, образованном реками Лебяжинка, Васильевская, Каширская.
Абсолютная высота — 23 метра ниже уровня моря.
Мостовой переход связывает центр сельсовета Мултаново с небольшим селом Сармантаевка, примыкающим к восточной окраине центра сельского поселения.  
Уличная сеть
состоит из 22 географических объектов:
- Переулки: Кооперативный пер., Центральный пер.
- Улицы: ул. Амангельды, ул. Володарского, ул. Гагарина, ул. Джамбула, ул. Есенина, ул. Касима Супугалиева, ул. Кирова, ул. Кооперативная, ул. М.Горького, ул. Молодежная, ул. Набережная, ул. Нариманова, ул. О.Кошевого, ул. Победы, ул. С.Сахипова, ул. Свердлова, ул. Советская, ул. Центральная, ул. Школьная

Климат
умеренный, резко континентальный, характеризуется высокими температурами летом и низкими — зимой, малым количеством осадков, а также большими годовыми и летними суточными амплитудами температуры воздуха.
Часовой пояс
Мултаново, как и вся Астраханская область, находится в часовой зоне МСК+1. Смещение применяемого времени относительно UTC составляет +4:00.

## Население
| 2002 | 2010  |
| ---- | ----- |
| 1165 | ↗1170 |

Национальный и гендерный состав
По данным Всероссийской переписи, в 2010 году численность населения села составляла 1170 человек (562 мужчины и 608 женщин, 48,0 и 52,0 %% соответственно).
Согласно результатам переписи 2002 года, в национальной структуре населения казахи составляли 84 % из общего числа в 1163 жителя.

## Инфраструктура
Рыболоводство.

## Транспорт
Региональная автодорога 12 ОП РЗ 12Н 042 Мултаново — Нововасильево — Блиново
Водный транспорт, действует пристань Мултаново.